# Еслам-Панах-Абаді-Джадід
Еслам-Панах-Абаді-Джадід (перс. اسلام‌پناه آبادی جدید) — село в Ірані, входить до складу дехестану Баш-Калах у Центральному бахші шахрестану Урмія провінції Західний Азербайджан.